# Pallavolo ai Giochi della XXXII Olimpiade - Qualificazioni al torneo femminile
Le qualificazioni di pallavolo femminile ai Giochi della XXXII Olimpiade si sono svolte dal 2 agosto 2019 al 12 gennaio 2020: ai tornei hanno partecipato trentacinque squadre nazionali e undici si sono qualificate ai Giochi della XXXII Olimpiade.

## Squadre partecipanti
| - Argentina - Australia - Azerbaigian - Belgio - Botswana - Brasile - Bulgaria - Camerun - Canada | - Cina - Colombia - Corea del Sud - Croazia - Egitto - Germania - Indonesia - Iran - Italia | - Kazakistan - Kenya - Messico - Nigeria - Paesi Bassi - Perù - Polonia - Porto Rico - Rep. Ceca | - Rep. Dominicana - Russia - Serbia - Stati Uniti - Taipei cinese - Thailandia - Turchia - Venezuela |

## Tornei

### Africa
Al torneo hanno partecipato cinque squadre nazionali africane:
- La prima classificata si è qualificata per i Giochi della XXXI Olimpiade.

### America del Nord
Al torneo hanno partecipato quattro squadre nazionali nordamericane:
- La prima classificata si è qualificata per i Giochi della XXXI Olimpiade.

### America del Sud
Al torneo hanno partecipato quattro squadre nazionali sudamericane:
- La prima classificata si è qualificata per i Giochi della XXXI Olimpiade.

### Asia e Oceania
Al torneo hanno partecipato sette squadre nazionali asiatiche e oceaniane:
- La prima classificata si è qualificata per i Giochi della XXXI Olimpiade.

### Europa
Al torneo hanno partecipato otto squadre nazionali europee:
- La prima classificata si è qualificata per i Giochi della XXXI Olimpiade.

### Mondiale
Al torneo hanno partecipato ventiquattro squadre nazionali:
- La prima classificata di ogni girone si è qualificata per i Giochi della XXXI Olimpiade.

## Squadre qualificate
| Squadra         | Qualificazione                                      |
| --------------- | --------------------------------------------------- |
| Argentina       | 1ª al torneo di qualificazione sudamericano         |
| Brasile         | 1ª al torneo di qualificazione mondiale (girone D)  |
| Cina            | 1ª al torneo di qualificazione mondiale (girone B)  |
| Corea del Sud   | 1ª al torneo di qualificazione asiatico e oceaniano |
| Italia          | 1ª al torneo di qualificazione mondiale (girone F)  |
| Kenya           | 1ª al torneo di qualificazione africano             |
| Rep. Dominicana | 1ª al torneo di qualificazione nordamericano        |
| Russia          | 1ª al torneo di qualificazione mondiale (girone E)  |
| Serbia          | 1ª al torneo di qualificazione mondiale (girone A)  |
| Stati Uniti     | 1ª al torneo di qualificazione mondiale (girone C)  |
| Turchia         | 1ª al torneo di qualificazione europeo              |